# Ujungbatu
Ujungbatu is een bestuurslaag in het regentschap Jepara van de provincie Midden-Java, Indonesië. Ujungbatu telt 4386 inwoners (volkstelling 2010).